# Australoconops cantrelli
Australoconops cantrelli är en tvåvingeart som beskrevs av Schneider 2010. Australoconops cantrelli ingår i släktet Australoconops och familjen stekelflugor. Inga underarter finns listade i Catalogue of Life.